# Brendan Keogh
Brendan Keogh (nascido em 8 de dezembro de 1970) é um treinador australiano de natação paralímpica. Assumiu o comando da equipe australiana de natação que disputou os Jogos Paralímpicos de Verão de 2016, realizados no Rio de Janeiro, Brasil.

## Cargos de treinador
- Treinador principal – Jogos Paralímpicos de Verão - Atenas 2004, Pequim 2008, Londres 2012, Rio 2016
- Treinador – Jogos da Commonwealth - Melbourne 2006, Nova Deli 2010
- Treinador principal – Campeonato Mundial de Natação Paralímpica - Mar del Plata 2002, Durban 2006, Eidenhoven 2010, Glasgow 2015 (como treinador principal)
- Treinador principal – Campeonato Paralímpico Pan-Pacífico - Edmonton 2011, Pasadena, Califórnia 2014 (como treinador principal).